# 倪豪梅
倪豪梅（？—），中华人民共和国政治人物，中华全国总工会原副主席、书记处书记，第九届、十届全国政协委员。